# Dimitar Angelov
Dimitar Stoyanov Angelov es un maestro y escritor búlgaro.
Nació el 27 de septiembre de 1904 en el pueblo de Blateshnitsa, municipio de Zemen. En 1922 se graduó de la Escuela Secundaria Kyustendil, y en 1925 se especializó en Filosofía y Pedagogía en la Universidad de Sofía.
Escribe ciencia ficción. Guionista y Director de Radio Nacional de Bulgaria. Es mejor conocido por su única novela de temática histórica, "Vida y muerte", que es una película.
Murió el 27 de diciembre de 1977 en Sofía.

## Nota
- Димитър Ангелов

- Datos: Q11123185